# Новак, Марьян
Марьян Новак (сербохорв. Marijan Novak; род. 2 октября 1947, Загреб, Югославия) — югославский футболист, полузащитник.

## Карьера

### Клубная карьера
Во взрослом футболе дебютировал в 1964 году в команде «Динамо (Загреб)», где играл до 1972 года. Новак помог клубу выиграть Кубок ярмарок в 1967 году и Кубок Югославии в 1969 году. За это время «Динамо» трижды выходило в финал чемпионата Югославии.
Покинув «Динамо» в конце 1972 года, Новак ненадолго перешёл в немецкую команду «Хейльбронн», а уже в 1973 году стал игроком клуба «Мюнхен 1860».
Завершил карьеру футболиста в 1975 году в возрасте 28 лет.

### Карьера в сборной
1 ноября 1967 года дебютировал в официальных матчах в составе национальной сборной Югославии в товарищеском матче против Нидерландов.